# Гладомес
Гладомес (словен. Gladomes) — поселення в общині Словенська Бистриця, Подравський регіон‎, Словенія.